# マリア・ハレツカヤ
マリア・セルゲーエヴナ・ハレツカヤ（Мария Сергеевна Халецкая、1994年7月31日 - ）は、ロシアの女子バレーボール選手。元ロシア代表。

## 来歴

### クラブチーム
トムスク出身。ジュニアのクラブを経て、2013年、Proton-Saratovへ入団。同チームでは4年間プレーした。2017年、ウラロチカ・エカテリンブルクに移籍し、2017/18シーズンのロシア・スーパーリーグでは3位となった。2018年、ディナモ・クラスノダールへ移籍し、3年間プレーした。2021年、ディナモ・モスクワへ移籍し、2022/23シーズンにはロシアスーパーリーグ、ロシアカップで2冠を果たした。2023年10月、同チームを退団し、ザレチエ・オジンツォボへ移籍した。2024/25シーズンのロシアスーパーリーグではチームを3位へ導いた。

### 代表チーム
2019年、シニア代表に初選出され、同年のネーションズリーグでデビュー。同年の欧州選手権に出場した。ワールドカップでは銅メダルを獲得した。

## 球歴
- ワールドカップ - 2019年
- ネーションズリーグ - 2019年
- 欧州選手権 - 2019年

## 所属クラブ
- SDYUSSHOR-65-Nika U18（2010-2013年）
- Proton-Saratov（2013-2017年）
- ウラロチカ・エカテリンブルク（2017-2018年）
- ディナモ・クラスノダール（2018-2021年）
- ディナモ・モスクワ（2021-2023年）
- ザレチエ・オジンツォボ（2023年-）